# Begonia adenostegia
Espèce
Begonia adenostegia est une espèce de plantes de la famille des Begoniaceae.
Ce bégonia est originaire de Sabah en Malaisie. L'espèce fait partie de la section Platycentrum ; elle a été décrite en 1894 par le botaniste autrichien Otto Stapf (1857-1933) et l'épithète spécifique, adenostegia, signifie « qui a des pores glanduleux ».